# Левченко, Игорь Александрович
И́горь Алекса́ндрович Ле́вченко (укр. Ігор Олександрович Левченко; род. 23 февраля 1991, Донецк) — украинский футболист, вратарь

## Биография

### Клубная карьера
В детско-юношеской футбольной лиге Украины выступал за «Олимпик» (Донецк) и «Черноморец» (Одесса). Также мог оказаться в детской академии донецкого «Шахтёра».
В 2007 году начал попадать в заявку донецкого «Олимпика», который тогда играл во Второй лиги Украины. В составе «Олимпика» дебютировал 25 июля 2007 года в матче против клуба «Полтава» (6:0). В 2011 году перешёл в луганскую «Зарю» на правах аренды, однако был задействован только в играх молодёжного состава. За основную команду дебютировал только 2 декабря 2012 года, в игре с киевским «Арсеналом». В этом матче он не пропустил ни одного мяча, а его команда добыла победу со счетом (0:1).
В июле 2013 года подписал двухлетний контракт с «Зарёй». В сентябре 2013 года Левченко вернулся в стан донецкого «Олимпика», взяв себе 91 номер. В июне 2014 года покинул расположение клуба. В сентябре 2014 года вновь стал игроком луганской «Зари», подписав однолетнее соглашение. В июне 2015 года подписал новое двухлетнее соглашение с клубом.
Летом 2017 года стал игроком «Мариуполя».

### Карьера в сборной
В юношеской сборной Украины до 17 лет дебютировал 15 мая 2007 года в матче против Молдавии (0:2). Всего за сборную до 17 лет провёл 9 матчей.
В юношеской сборной до 19 лет дебютировал 30 сентября 2008 года в матче против Франции (1:3). Левченко был включён Юрием Калитвинцевым в состав сборной на чемпионат Европы 2009 года в Донецке и Мариуполе. Сыграл все 5 матчей в основе и пропустил 3 гола. В финале Украина обыграла Англию со счётом 0:2 и выиграла титул чемпиона Европы.

## Достижения
- Чемпион Европы среди юношей (до 19 лет): 2009

## Статистика
| Сезон   | Клуб                    | Лига                 | Чемпионат | Чемпионат | Кубок | Кубок | Дубль | Дубль | Еврокубки | Еврокубки |
| Сезон   | Клуб                    | Лига                 | Игры      | Голы      | Игры  | Голы  | Игры  | Голы  | Игры      | Голы      |
| ------- | ----------------------- | -------------------- | --------- | --------- | ----- | ----- | ----- | ----- | --------- | --------- |
| 2007/08 | Олимпик (Донецк)        | Вторая лига Украины  | 3         | 0         |       |       |       |       |           |           |
| 2008/09 | Олимпик (Донецк)        | Вторая лига Украины  | 21        | −13       | 1     | −4    |       |       |           |           |
| 2009/10 | Олимпик (Донецк)        | Вторая лига Украины  | 16        | −17       |       |       |       |       |           |           |
| 2010/11 | Олимпик (Донецк)        | Вторая лига Украины  | 6         | −1        |       |       |       |       |           |           |
| 2010/11 | → Металлург (Запорожье) | Премьер-лига Украины | 0         | 0         |       |       | 3     | −3    |           |           |
| 2011/12 | → Заря (Луганск)        | Премьер-лига Украины | 0         | 0         |       |       | 17    | −17   |           |           |
| 2012/13 | → Заря (Луганск)        | Премьер-лига Украины | 2         | −1        |       |       | 15    | −13   |           |           |
| 2013/14 | Олимпик (Донецк)        | Первая лига Украины  | 5         | 7         |       |       |       |       |           |           |
| 2014/15 | Заря (Луганск)          | Премьер-лига Украины | 1         | −4        |       |       | 9     | −14   |           |           |
| 2015/16 | Заря (Луганск)          | Премьер-лига Украины | 3         | −8        | 2     | 0     | 5     | −6    | 0         | 0         |
| 2016/17 | Заря (Луганск)          | Премьер-лига Украины | 6         | −6        | 0     | 0     | 7     | −7    | 1         | −2        |
| 2017/18 | Мариуполь               | Премьер-лига Украины | 0         | 0         | 0     | 0     | 0     | 0     |           |           |